# 王义深
王义深，南宋至金朝末年将领。
王义深开始隶属于宋朝涟水忠义军统辖季先，1220年（宋嘉定十三年），淮东置副使兼京东、河北节制賈涉诱杀季先，王义深与季先部下宋德珍等，至盱眙迎石珪，奉为统帅。被贾涉授为修武校尉、京东路钤辖。1125年（宋保庆元年、金正大二年），随反金的红袄军首领彭义斌拓地至河北，进行抗击蒙古的战争。彭义斌战死，投靠红袄军另一首领李全。1126年，与夏全、张惠、范成进等以楚州城降金。受封为东平郡王。1232年（金天兴元年），改封临淄郡王，担任元帅，随金哀宗出京师。后跟随完颜白撒（完颜承裔）从蒲城攻打卫州，因白公庙之战败绩，随金哀宗逃到归德。1233年，败走涟水，归宋后去世。